# Расько, Владимир Николаевич
Влади́мир Никола́евич Расько́ (13 июня 1944 — 6 ноября 1995) — советский хоккеист, нападающий.

## Биография
Родился 13 июня 1944 года. В возрасте четырнадцати лет дебютировал в Москве в ДЮСШ ЦСКА. В 1961 году был принят в состав ЦСКА, в 1963 году перешёл в СКА (Куйбышев), где играл до осени 1966 года. Осенью 1966 был принят в состав ХК «Крылья Советов», где играл до 1980 года, после чего завершил спортивную карьеру. В 1963 и 1974 гг. становился чемпионом СССР. Провёл 375 матчей и забил 117 шайб. В 1961 и 1974 годах обладатель Кубка СССР. В 1962 году стал чемпионом зимней Спартакиады народов СССР. Был приглашён в состав сборной СССР. В период с 1975 по 1976 гг. играл в матчах против хоккеистов НХЛ. Во время игры прекрасно ориентировался в сложных ситуациях, также являлся мастером хоккея с шайбой и капитаном команды.
Сын Игорь (род. 1966) также хоккеист.